# 峨眉蔷薇
峨眉蔷薇（学名：Rosa omeiensis），为蔷薇科下的一个植物变型。